# Região Metropolitana de Florianópolis
A Região Metropolitana  de Florianópolis é uma região metropolitana brasileira. Criada pela lei complementar estadual n° 162 de 1998, foi extinta pela lei complementar estadual n° 381 de 2007 e reinstituída pela lei complementar estadual n° 495 de 2010. É constituída por alguns municípios conurbados e por outros do entorno. Foi a região metropolitana de uma capital sulista que mais cresceu na última década, e junto com Aracaju e João Pessoa (ambas no Nordeste do país) formou o rol das três capitais-metrópoles litorâneas com maiores índices de crescimento e expansão geopolítica.

## Núcleo metropolitano  e área de expansão
Tendo como sede a cidade de Florianópolis, capital do Estado de Santa Catarina, a Região Metropolitana tem seu núcleo composto pela conurbação de Florianópolis com municípios vizinhos, formando uma única área urbana contínua onde vivem cerca de 1.174.811 pessoas. O núcleo metropolitano é composto por:
- Florianópolis
- São José
- Palhoça
- Biguaçu
- Santo Amaro da Imperatriz
- Governador Celso Ramos
- Antônio Carlos
- Águas Mornas
- São Pedro de Alcântara

Ao redor deste núcleo, 13 municípios constituem a área de expansão, totalizando 22 municípios na Região Metropolitana e uma população de 1.356.861 habitantes.

## Demografia e indicadores
| Município                        | População (hab. Censo 2022) | Área (km²)           | Densidade dem. (hab/km²) | Produto Interno Bruto (2020) | PIB per capita (2020) |
| Núcleo metropolitano             | Núcleo metropolitano        | Núcleo metropolitano | Núcleo metropolitano     | Núcleo metropolitano         | Núcleo metropolitano  |
| -------------------------------- | --------------------------- | -------------------- | ------------------------ | ---------------------------- | --------------------- |
| Florianópolis                    | 537 211                     | 674,844              | 796,05                   | R$ 21 312 446,73 mil         | R$ 41 885,53          |
| São José                         | 270 299                     | 150,499              | 1 796,02                 | R$ 11 503 140,42 mil         | R$ 45 979,27          |
| Palhoça                          | 222 598                     | 394,850              | 563,75                   | R$ 6 530 836,22 mil          | R$ 37 261,15          |
| Biguaçu                          | 76 773                      | 365,755              | 209,90                   | R$ 2 395 793,63 mil          | R$ 34 478,80          |
| Santo Amaro da Imperatriz        | 27 272                      | 344,235              | 79,22                    | R$ 1 032 573,46 mil          | R$ 43 792,08          |
| Governador Celso Ramos           | 16 915                      | 127,556              | 132,61                   | R$ 379 763,24 mil            | R$ 26 000,50          |
| Antônio Carlos                   | 11 224                      | 234,422              | 47,88                    | R$ 788 433,51 mil            | R$ 91 539,94          |
| Águas Mornas                     | 6 743                       | 326,660              | 20,64                    | R$ 180 121,07 mil            | R$ 27 461,67          |
| São Pedro de Alcântara           | 5 776                       | 139,196              | 41,50                    | R$ 93 152,05 mil             | R$ 15 695,37          |
| Total do Núcleo Metropolitano    | 1 174 811                   | 2 758,017            | 425,96                   | R$ 44 216 260,33 mil         | R$ 41 593,50          |
| Área de expansão                 |                             |                      |                          |                              |                       |
| Alfredo Wagner                   | 10 481                      | 733,489              | 14,29                    | R$ 318 155,63 mil            | R$ 31 544,28          |
| Angelina                         | 5 358                       | 499,998              | 10,72                    | R$ 149 338,59 mil            | R$ 31 486,10          |
| Anitápolis                       | 3 593                       | 540,636              | 6,65                     | R$ 67 084,86 mil             | R$ 20 782,17          |
| Canelinha                        | 12 821                      | 151,008              | 84,90                    | R$ 215 240,43 mil            | R$ 17 360,90          |
| Garopaba                         | 29 959                      | 114,773              | 261,03                   | R$ 684 966,36 mil            | R$ 29 049,85          |
| Leoberto Leal                    | 3 330                       | 293,600              | 11,34                    | R$ 119 876,06 mil            | R$ 39 958,69          |
| Major Gercino                    | 3 214                       | 306,058              | 10,50                    | R$ 53 894,51 mil             | R$ 15 603,51          |
| Nova Trento                      | 13 727                      | 402,852              | 34,07                    | R$ 626 291,76 mil            | R$ 42 368,54          |
| Paulo Lopes                      | 9 063                       | 446,165              | 20,31                    | R$ 227 628,43 mil            | R$ 30 073,78          |
| Rancho Queimado                  | 3 279                       | 286,461              | 11,45                    | R$ 145 894,88 mil            | R$ 50 535,12          |
| São Bonifácio                    | 2 946                       | 461,438              | 6,38                     | R$ 81 194,94 mil             | R$ 28 853,92          |
| São João Batista                 | 32 687                      | 200,765              | 162,81                   | R$ 882 424,92 mil            | R$ 22 870,82          |
| Tijucas                          | 51 592                      | 279,159              | 184,81                   | R$ 1 893 894,68 mil          | R$ 48 369,17          |
| Total da Área de Expansão        | 182 050                     | 4 716,402            | 38,60                    | R$ 5 465 886,05 mil          | R$ 32 871,97          |
| Total Geral Região Metropolitana | 1 356 861                   | 7 474,419            | 181,53                   | R$ 49 682 146,38 mil         | R$ 40 413,84          |

## Qualidade de vida
Notoriamente uma das regiões com melhor nível de qualidade de vida no país, a Região Metropolitana de Florianópolis possui o maior IDH (0,840) entre todas a regiões metropolitanas do Brasil.

## Economia
A região é um dos principais pólos da indústria tecnológica do Brasil, especialmente Florianópolis, onde destacam-se também o turismo, a construção civil, o comércio e o setor de serviços. Nos municípios vizinhos à capital, especialmente São José, Palhoça e Biguaçu, encontram-se um diversificado e crescente pólo industrial, além de importantes áreas de serviços e comerciais. Além disso, a maior parte dos municípios da área de expansão apresentam-se como importantes áreas para a agricultura.
Em 2021, seguindo a tendência de alta de empregos formais em todo o estado, o núcleo da região metropolitana ultrapassou saldo de 25 mil empregos a mais. Os setores que mais empregaram foram de comércio e serviços, seguidos por indústria e construção civil. Com a quantidade de carteiras assinadas a mais, a Grande Florianópolis nos últimos meses se tornou polo de empregabilidade, revertendo os impactos do isolamento social da pandemia.

## Transporte coletivo
O transporte coletivo na Grande Florianópolis é composto basicamente por ônibus, sendo utilizado largamente para deslocamento da população residente nos municípios de Florianópolis, São José, Palhoça, Biguaçu, Santo Amaro da Imperatriz e São Pedro de Alcântara, que abrangem a região metropolitana.
Ele pode ser dividido em:
- Linhas municipais urbanas de Florianópolis (Sistema Integrado de Mobilidade - SIM) é operado pelo Consórcio Fênix [que é formado pelas concessionárias: Insular Transportes Coletivos Ltda., Empresa Florianópolis de Transportes Coletivos Ltda. – Emflotur, Transporte Coletivo Estrela Ltda., Transol Transporte Coletivo e Canasvieiras Transportes Ltda.)]
- Linhas municipais urbanas de São José é operado pelas empresas Jotur (Auto Ônibus e Turismo Josefense Ltda), Biguaçu Transportes Coletivos Administração e Participação Ltda., Transporte Coletivo Estrela Ltda. , Rodoviária Santa Terezinha Ltda.
- Linhas municipais urbanas de Palhoça é operado pela empresa Auto Ônibus e Turismo Josefense Ltda. – Jotur.
- Linhas municipais urbanas de Biguaçu é operado pela empresa Biguaçu Transportes Coletivos Administração e Participação Ltda.
- Linhas intermunicipais urbanas é operado pelas empresas Auto Ônibus e Turismo Josefense Ltda. – Jotur, Biguaçu Transportes Coletivos Administração e Participação Ltda., Transporte Coletivo Estrela Ltda., Auto Viação Imperatriz Ltda., Rodoviária Santa Terezinha Ltda. – RST.
- Linhas intermunicipais rodoviárias é operado pelas empresas Auto Viação Catarinense Ltda., Empresa Boqueron S.R.L., Expresso do Sul S.A., Auto Viação 1001 Ltda., Empresa Santo Anjo da Guarda Ltda., Reunidas S.A. Transportes Coletivos, Real Transporte e Turismo S.A., Empresa União de Transportes Ltda., Viação Nossa Senhora dos Navegantes Ltda., Nevatur Transportes e Turismo Ltda., Transportes Capivari Ltda. – TCL, Pluma Conforto e Turismo S.A., Empresa União Cascavel de Transporte e Turismo Ltda. – Eucatur, Viação Itapemirim S.A., Brasil Sul Linhas Rodoviárias Ltda., Unesul de Transportes Ltda., Transporte Turismo Ltda. – TTL, Paulotur Transporte e Turismo Ltda., Rodoviária Santa Terezinha Ltda. – RST

Empresas operantes (até maio/2015): Consórcio Fênix; Biguaçu Transportes Coletivos Administração e Participação Ltda.; Transporte Coletivo Estrela Ltda.; Auto Ônibus e Turismo Josefense Ltda. – Jotur; Paulotur Transporte e Turismo Ltda.; Auto Viação Imperatriz Ltda.; Rodoviária Santa Terezinha Ltda. – RST .